# Al Cole

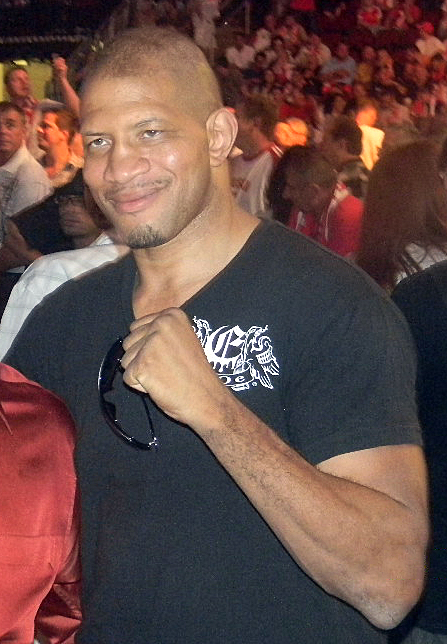
Al Cole 2010

Al Cole (* 21. April 1964 in Spring Valley, New York, USA) ist ein ehemaliger US-amerikanischer Boxer und Weltmeister des Verbandes IBF im Cruisergewicht.

## Profi
Cole sicherte sich gegen Nate Miller im Jahre 1991 mit einem einstimmigen Punktsieg über 12 Runden den USBA-Gürtel. Ende Juli 1992 eroberte er den IBF-Weltmeistertitel und verteidigte ihn anschließend fünf Mal. Im Schwergewicht trat er gegen einige bekannte Boxer an (konnte allerdings keinen besiegen), darunter Tim Witherspoon, Michael Grant Kirk Johnson, Corrie Sanders, Jameel McCline, Sherman Williams, Hasim Rahman und Sultan Ibragimov.